# STS-121
是發現號太空梭的第三十二次太空飞行，也是自2003年哥伦比亚号失事后美国航天飞机的第二次太空飞行。主要工作是对改进后的航天飞机安全技术进行测试，为国际空间站送去重达2.8万多磅的各种设备和物资，机组人员为空间站进行了维修。
2006年7月4日，美国东部时间下午2时38分，发现号航天飞机从肯尼迪航天中心升空。7月6日美国东部时间10时52分，发现号航天飞机与国际空间站成功对接。对接期间完成了3次太空行走，以维修国际空间站，并对航天飞机改进后的安全性能进行了在轨检测。7月15日美国东部时间清晨，发现号与国际空间站分离，宇航员托马斯·赖特尔留在空间站上。

## 任务成员
- 史蒂夫·林赛（Steven W. Lindsey，曾执行、以及任务），指令长
- 马克·凯利（Mark E. Kelly，曾执行以及任务），飞行员
- 迈克尔·福萨姆（Michael E. Fossum，曾执行任务），任务专家
- 皮尔斯·塞勒斯（Piers Sellers，曾执行、以及任务），任务专家
- 莉萨·诺瓦克（Lisa Nowak，曾执行、以及任务），任务专家
- 斯蒂芬妮·威尔逊（Stephanie Wilson，曾执行、以及任务），任务专家

### 随行远征13号成员
- 托马斯·赖特尔（Thomas Reiter，曾执行、以及任务）